# Reuben Yem
Reuben Yem (29 ottobre 1997) è un calciatore nigeriano, difensore dei Lobi Stars.